# Dions
Dions ist eine französische Gemeinde mit 531 Einwohnern (Stand: 1. Januar 2022) im Département Gard in der Region Okzitanien.

## Geografie
Dions liegt zehn Kilometer nordwestlich von Nîmes und wird vom Gardon durchflossen, in den hier sein Zufluss Braune einmündet.

## Bevölkerungsentwicklung
| Jahr      | 1962 | 1968 | 1975 | 1982 | 1990 | 1999 | 2006 | 2017 |
| --------- | ---- | ---- | ---- | ---- | ---- | ---- | ---- | ---- |
| Einwohner | 311  | 378  | 377  | 393  | 453  | 522  | 522  | 584  |

## Sehenswürdigkeiten
- Kirche Saint-Pierre
- Schloss